# Beverley Owen
Beverley Owen, conosciuta anche come Beverley Owen Stone, pseudonimo di Beverley Jane Ogg (Ottumwa, 13 maggio 1937 – Londonderry, 21 febbraio 2019), è stata un'attrice statunitense, celebre per aver interpretato il personaggio di Marilyn Munster, nella sitcom I mostri (1964-1966), ruolo in cui venne successivamente sostituita da Pat Priest.

## Biografia

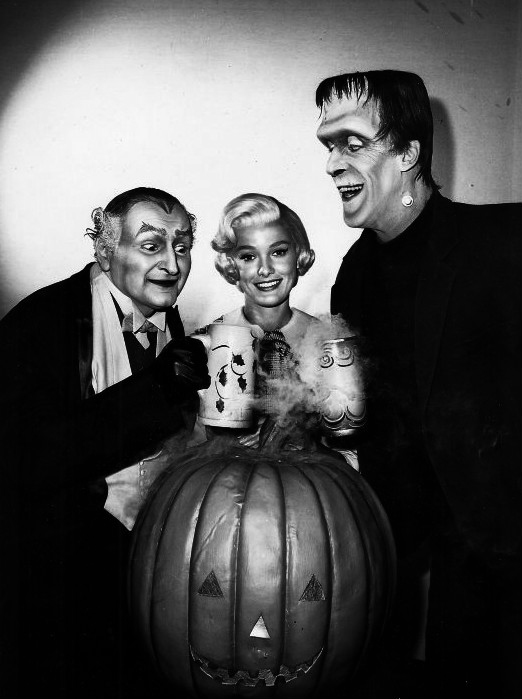
Beverley Owen tra Al Lewis e Fred Gwynne in una foto pubblicitaria de I mostri

Beverley Jane Ogg nacque il 13 maggio 1937 a Ottumwa, in Iowa, USA, primogenita di Wallace E. Ogg e Charlotte M. Vander Ploeg. Crebbe ad Ames, in Iowa, dove il padre esercitava come professore in economia agricola all'Università statale dell'Iowa. La madre morì nel 1953. Beverley conseguì una laurea presso l'Università del Michigan e seguì i corsi del celebre insegnante di recitazione Sanford Meisner.
Dopo il college, si trasferì a New York per intraprendere una carriera nella produzione televisiva, adottando lo pseudonimo di Beverley Owen. Lavorò come dattilografa e segretaria alla CBS, finché non fece un provino per la serie antologica Camera Three. La sua interpretazione venne notata dall'agente Eleanor Kilgallen, che la mise sotto contratto per sette anni con gli Universal Studios. Nel 1956 apparve nel suo primo ruolo televisivo nella soap opera Così gira il mondo. In seguito comparve anche in episodi singoli nella soap opera The Doctors (1963) e nelle serie Kraft Television Theatre (1963), Carovane verso il West (1963) e Il virginiano (1964). Nel 1964 comparve nel film Una pallottola per un fuorilegge, diretto da R.G. Springsteen e interpretato da Audie Murphy.
Nel 1964 ottenne il ruolo decisivo per la sua carriera, Marilyn Munster, la nipote dei "mostruosi" coniugi Herman e Lily Munster della famiglia Munster nella sitcom I mostri (1964-1966). Vi interpretò il personaggio fin dai primissimi piloti, quando ancora il cast non era stato completato, e per i primi 13 episodi della prima stagione, dopodiché abbandonò la serie per sposarsi.
Tornò in televisione nel 1971 per nove mesi, interpretando la dottoressa Paula McCrea nella soap opera Destini. Dopo il divorzio, proseguì gli studi in storia americana e conseguì un dottorato nel 1989.
La figlia di Beverly Owen, Polly, confermò la morte della madre a causa di un cancro alle ovaie, avvenuta il 21 febbraio 2019, all'età di 81 anni. Butch Patrick, coprotagonista ne I mostri, il 24 dello stesso mese, pubblicò su Facebook un post che recitava: "La bella Beverley Owen ci ha lasciato. Che anima dolce. Ho avuto la più grande cotta della mia vita per lei. RIP Bev e grazie per i tuoi 13 memorabili episodi nella parte di Marilyn Munster."

## Vita privata
Beverley Owen abbandonò la serie I mostri dopo 13 episodi per sposare Jon Stone, il futuro sceneggiatore e produttore di Sesamo apriti. Il matrimonio venne celebrato il 27 giugno 1974 a Newfane, in Vermont. I due rimasero sposati per dieci anni, fino al 1974, durante i quali ebbero due figlie, Polly e Kate.

## Filmografia

### Cinema
- Una pallottola per un fuorilegge (Bullet for a Badman), regia di R.G. Springsteen (1964)

### Televisione
- Così gira il mondo (As the World Turns) - soap opera (1961-1964)
- The Doctors - soap opera, episodio 1x47 (1963)
- Kraft Television Theatre - serie TV, episodio 3x01 (1963)
- Carovane verso il West (Wagon Train) - serie TV, episodio 7x06 (1963)
- Il virginiano (The Virginian) - serie TV, episodio 2x15 (1964)
- I mostri (The Munsters) - serie TV, 13 episodi (1964)
- Destini (Another World) - soap opera, 4 episodi (1971-1972)

## Doppiatrici
Nelle versioni in italiano delle opere in cui ha recitato, Beverley Owen è stata doppiata da: 
- Maresa Gallo ne I mostri